# Fiona Sze-Lorrain
Pour les articles homonymes, voir Sze et Lorrain (homonymie).
Fiona Sze-Lorrain est une auteure, écrivain, poète, musicienne, traductrice littéraire française née à Singapour. Elle vit à Paris.

## Biographie
Née à Singapour, Fiona Sze-Lorrain a grandi dans un environnement multiculturel.
Sa carrière de cithariste a débuté dès l'enfance au Victoria Concert Hall de Singapour. Elle a fait des tournées internationales : New York, Paris, Utrecht, au Merkin Concert Hall, Carnegie Hall, World Music Hall of Wesleyan University, à la Maison des cultures du monde, à la Maison des racines du monde, au Zuiderpershuis Wereldculturen centrum, au Rasa Wereldculturencentrum, à l'UNESCO...
Son répertoire est représentatif de la musique classique et de sa rencontre avec les œuvres contemporaines : sur la cithare zheng, elle a permis au public de rencontrer les musiques de compositeurs contemporains tels que Minoru Miki, Zhang Yan et Wang Changyuan. À la différence de certains de ses contemporains qui extériorisent leur art, son jeu musical comme son écriture poétique, manifeste l'expression d'une puissance intérieure retenue et pourtant présente.
Sze-Lorrain écrit principalement en anglais et traduit du français et du chinois. Elle a fait des études de Lettres (littérature française, théâtre et études de l'Asie de l'Est) à Columbia University et à New York University avant un doctorat de littérature française à l'Université Paris IV-Sorbonne. Elle a trouvé sa vocation poétique à travers sa rencontre avec le poète américain, Mark Strand dont elle a traduit le dernier ouvrage, Almost Invisible (Knopf, 2012) en français.
Cofondatrice de Cerise Press, une revue internationale de littérature, d'arts et de culture aux États-Unis, elle est collaboratrice de Mãnoa: A Pacific Journal of International Writing (University of Hawai‘i Press).
Elle est rédactrice pour Vif Éditions, une maison indépendante à Paris créée avec Philippe Lorrain en 2010, qui publie des textes de littérature contemporaine, des ouvrages d'arts et de musique.

## Publications
- Dear Chrysanthemums: A Novel in Stories, Scribner, 2023
- Rain in Plural, Princeton University Press, 2020
- Sur le toit du monde : l'esthétique théâtrale de Gao Xingjian (sous la direction de Denis Guénoun), 2011
- The Ruined Elegance, Princeton University Press, 2016  (ISBN 978-0-691167-69-5)
- Invisible Eye (édition bilingue), traduit en chinois par Ling Yu, 2015  (ISBN 978-2-9541146-3-7)
- My Funeral Gondola, Mãnoa Books/El Léon Literary Arts, 2013  (ISBN 978-0-983391-98-2)
- Water the Moon, Marick, 2010  (ISBN 978-1-934851-12-8)
- Traduction de poètes chinois contemporain (Bai Hua, Yu Xiang, Lan Lan, et Zhang Zao), Zephyr Press
- Traduction de textes en prose de Hai Zi
- Almost Invisible/Presque invisible, Traduction du poète américain Mark Strand, 2012 (édition bilingue), Vif Éditions  (ISBN 978-2-954114-61-3)
- Traductions du poète français d'origine roumaine Ghérasim Luca
- Bai Hua, Wind Says (Jintian) (édition bilingue), traduit par Fiona Sze-Lorrain, Zephyr Press, 2012  (ISBN 978-0-983297-06-2)
- Yu Xiang, I Can Almost See the Clouds of Dust (Jintian) (édition bilingue), traduit par Fiona Sze-Lorrain, Zephyr Press, 2013  (ISBN 978-0983297093)
- Lan Lan, Canyon in the Body (Jintian) (édition bilingue), traduit par Fiona Sze-Lorrain, Zephyr Press, 2014  (ISBN 978-1938890017)
- Ling Yu, A Tree Planted in Summer (édition bilingue), traduit par Fiona Sze-Lorrain, Vif Éditions, 2015  (ISBN 978-2-9541146-4-4)
- Sky Lanterns: Poetry from China, Formosa, and Beyond, University of Hawai‘i Press, 2012  (ISBN 978-0-82483-698-6)
- On Freedom: Spirit, Art, and State, University of Hawai‘i Press, 2013  (ISBN 978-0-82483-855-3)
- Starry Island: New Writing from Singapore, University of Hawai‘i Press , 2014  (ISBN 978-0-8248-4797-5)
- Silhouette/Shadow: The Cinematic Art of Gao Xingjian, (avec Gao Xingjian), Contours, 2007  (ISBN 978-9810592073)

## Discographie
- Une seule prise, rencontre de deux musiciens, Guo Gan et Fiona Sze-Lorrain, avec un choix de musique classique et contemporaine : la tradition chinoise du violon erhu et de la harpe zheng (sorte de cithare), 2010

1. In the Mood for Love (duo)
2. Un vautour attrape une grue (zheng solo)
3. Reflets de lune sur l'Er Quan (erhu solo)
4. Mélodie d'un pêcheur ramant au crépuscule (duo)
5. Course des chevaux (erhu solo)
6. Valse du peuple Yao (duo)
7. Floraisons au clair de lune sur la rivière de printemps (duo)